# Keita Ishii
Keita Ishii (石井 圭太 Ishii Keita?, nacido el 22 de junio de 1995 en Kanagawa) es un futbolista japonés que se desempeña como centrocampista.

## Trayectoria

### Clubes
| Club             | País  | Año         |
| ---------------- | ----- | ----------- |
| Yokohama FC      | Japón | 2014 -      |
| J. League sub-22 | Japón | 2014 - 2015 |
| Grulla Morioka   | Japón | 2016        |

## Estadística de carrera

### J. League
| Club             | Año   | J. League | J. League | Copa J. League | Copa J. League | Total | Total |
| Club             | Año   | Part.     | Goles     | Part.          | Goles          | Part. | Goles |
| ---------------- | ----- | --------- | --------- | -------------- | -------------- | ----- | ----- |
| Yokohama FC      | 2014  | 0         | 0         | -              | -              | 0     | 0     |
| Yokohama FC      | 2015  | 4         | 0         | -              | -              | 4     | 0     |
| Yokohama FC      | 2016  | 0         | 0         | -              | -              | 0     | 0     |
| J. League sub-22 | 2014  | 9         | 0         | -              | -              | 9     | 0     |
| J. League sub-22 | 2015  | 8         | 1         | -              | -              | 8     | 1     |
| Grulla Morioka   | 2016  | 15        | 2         | -              | -              | 15    | 2     |
| Yokohama FC      | 2017  | 3         | 0         | -              | -              | 3     | 0     |
| Total            | Total | 39        | 3         | 0              | 0              | 39    | 3     |